# Campionati mondiali di lotta 2011
I campionati mondiali di lotta 2011 si sono svolti al Sinan Erdem Spor Salonu di Istanbul, in Turchia, dal 12 al 18 settembre 2011.

## Nazioni partecipanti
Hanno preso parte alla competizioni 825 lottatori in rappresentanza di 102 distinte nazioni.
- Albania (6)
- Algeria (2)
- Samoa Americane (2)
- Argentina (3)
- Armenia (14)
- Australia (1)
- Austria (6)
- Azerbaigian (21)
- Bielorussia (21)
- Brasile (10)
- Bulgaria (19)
- Camerun (3)
- Canada (14)
- Rep. Centrafricana (2)
- Ciad (4)
- Cile (1)
- Cina (21)
- Taipei cinese (3)
- Colombia (12)
- Rep. del Congo (2)
- RD del Congo (1)
- Croazia (7)
- Cuba (10)
- Cipro (2)
- Rep. Ceca (7)
- Danimarca (3)
- Rep. Dominicana (6)
- Ecuador (5)
- Egitto (2)
- El Salvador (2)
- Estonia (5)
- Micronesia (1)
- Finlandia (7)
- Francia (14)
- Georgia (14)
- Germania (19)
- Gran Bretagna (7)
- Grecia (17)
- Guam (3)
- Guatemala (2)
- Guinea-Bissau (3)
- Honduras (2)
- Ungheria (16)
- India (18)
- Iran (14)
- Iraq (2)
- Irlanda (1)
- Israele (6)
- Italia (15)
- Costa d'Avorio (1)
- Giappone (21)
- Giordania (3)
- Kazakistan (21)
- Kirghizistan (17)
- Lettonia (8)
- Lituania (9)
- Macedonia (3)
- Madagascar (3)
- Isole Marshall (1)
- Mauritius (1)
- Messico (14)
- Moldavia (16)
- Mongolia (14)
- Montenegro (2)
- Marocco (1)
- Namibia (2)
- Paesi Bassi (1)
- Nicaragua (1)
- Nigeria (5)
- Corea del Nord (9)
- Norvegia (8)
- Palau (2)
- Panama (1)
- Perù (4)
- Filippine (2)
- Polonia (18)
- Portogallo (4)
- Porto Rico (2)
- Qatar (1)
- Romania (18)
- Russia (21)
- Senegal (2)
- Serbia (6)
- Sierra Leone (3)
- Slovacchia (10)
- Slovenia (2)
- Sudafrica (4)
- Corea del Sud (17)
- Spagna (15)
- Svezia (10)
- Svizzera (8)
- Siria (7)
- Tagikistan (10)
- Tunisia (10)
- Turchia (21)
- Turkmenistan (3)
- Ucraina (21)
- Emirati Arabi Uniti (1)
- Stati Uniti (21)
- Uzbekistan (17)
- Venezuela (17)
- Vietnam (8)

## Classifica squadre
| Rank | Lotta libera maschile | Lotta libera maschile | Lotta Greco-Romana | Lotta Greco-Romana | Lotta libera femminile | Lotta libera femminile |
| Rank | Squadra               | Punti                 | Squadra            | Punti              | Squadra                | Punti                  |
| ---- | --------------------- | --------------------- | ------------------ | ------------------ | ---------------------- | ---------------------- |
| 1    | Russia                | 43                    | Russia             | 41                 | Giappone               | 52                     |
| 2    | Iran                  | 41                    | Turchia            | 35                 | Canada                 | 33                     |
| 3    | Stati Uniti           | 38                    | Iran               | 30                 | Mongolia               | 32                     |
| 4    | Azerbaigian           | 37                    | Bielorussia        | 25                 | Stati Uniti            | 32                     |
| 5    | Georgia               | 34                    | Kazakistan         | 23                 | Russia                 | 31                     |
| 6    | Kazakistan            | 29                    | Bulgaria           | 21                 | Azerbaigian            | 31                     |
| 7    | Giappone              | 23                    | Azerbaigian        | 21                 | Cina                   | 29                     |
| 8    | Bielorussia           | 22                    | Corea del Sud      | 20                 | Ucraina                | 28                     |
| 9    | Bulgaria              | 15                    | Armenia            | 19                 | Svezia                 | 17                     |
| 10   | Turchia               | 13                    | Ungheria           | 19                 | Bielorussia            | 16                     |

## Podi

### Lotta libera maschile
| Evento | Oro                           | Argento                      | Bronzo                           |
| 55 kg  | Viktor Lebedev Russia         | Radoslav Velikov Bulgaria    | Daulet Niyazbekov Kazakistan     |
| 55 kg  | Viktor Lebedev Russia         | Radoslav Velikov Bulgaria    | Hassan Rahimi Iran               |
| 60 kg  | Besik Kudukhov Russia         | Franklin Gómez Porto Rico    | Kenichi Yumoto Giappone          |
| 60 kg  | Besik Kudukhov Russia         | Franklin Gómez Porto Rico    | Dauren Zhumagaziyev Kazakistan   |
| 66 kg  | Mehdi Taghavi Iran            | Tatsuhiro Yonemitsu Giappone | Cəbrayıl Həsənov Azerbaigian     |
| 66 kg  | Mehdi Taghavi Iran            | Tatsuhiro Yonemitsu Giappone | Liván López Cuba                 |
| 74 kg  | Jordan Burroughs Stati Uniti  | Sadegh Goudarzi Iran         | Ashraf Aliyev Azerbaigian        |
| 74 kg  | Jordan Burroughs Stati Uniti  | Sadegh Goudarzi Iran         | Davit Khutsishvili Georgia       |
| 84 kg  | Şərif Şərifov Azerbaigian     | Ibrahim Aldatov Ucraina      | Dato Marsagishvili Georgia       |
| 84 kg  | Şərif Şərifov Azerbaigian     | Ibrahim Aldatov Ucraina      | Al'bert Saritov Russia           |
| 96 kg  | Reza Yazdani Iran             | Serhat Balcı Turchia         | Ruslan Sheikhau Bielorussia      |
| 96 kg  | Reza Yazdani Iran             | Serhat Balcı Turchia         | Jake Varner Stati Uniti          |
| 120 kg | Aliaksey Shamarau Bielorussia | Beylal Makhov Russia         | Camaləddin Maqomedov Azerbaigian |
| 120 kg | Aliaksey Shamarau Bielorussia | Beylal Makhov Russia         | Davit Modzmanashvili Georgia     |

### Lotta greco-romana maschile
| Evento | Oro                         | Argento                     | Bronzo                         |
| 55 kg  | Rövşən Bayramov Azerbaigian | Elbek Tazhyieu Bielorussia  | Li Shujin Cina                 |
| 55 kg  | Rövşən Bayramov Azerbaigian | Elbek Tazhyieu Bielorussia  | Bekkhan Mankiev Russia         |
| 60 kg  | Omid Norouzi Iran           | Almat Kebispayev Kazakistan | Zaur Kuramagomedov Russia      |
| 60 kg  | Omid Norouzi Iran           | Almat Kebispayev Kazakistan | Ivo Angelov Bulgaria           |
| 66 kg  | Saeid Abdevali Iran         | Manuchar Tskhadaia Georgia  | Kim Hyeon-woo Corea del Sud    |
| 66 kg  | Saeid Abdevali Iran         | Manuchar Tskhadaia Georgia  | Pedro Isaac Cuba               |
| 74 kg  | Roman Vlasov Russia         | Selçuk Çebi Turchia         | Neven Žugaj Croazia            |
| 74 kg  | Roman Vlasov Russia         | Selçuk Çebi Turchia         | Arsen Julfalakyan Armenia      |
| 84 kg  | Alim Selimau Bielorussia    | Damian Janikowski Polonia   | Nazmi Avluca Turchia           |
| 84 kg  | Alim Selimau Bielorussia    | Damian Janikowski Polonia   | Rami Hietaniemi Finlandia      |
| 96 kg  | Elis Guri Bulgaria          | Jimmy Lidberg Svezia        | Rustam Totrov Russia           |
| 96 kg  | Elis Guri Bulgaria          | Jimmy Lidberg Svezia        | Cenk İldem Turchia             |
| 120 kg | Rıza Kayaalp Turchia        | Mijaín López Cuba           | Nurmakhan Tinaliyev Kazakistan |
| 120 kg | Rıza Kayaalp Turchia        | Mijaín López Cuba           | Bashir Babajanzadeh Iran       |

### Lotta libera femminile
| Evento | Oro                      | Argento                         | Bronzo                          |
| 48 kg  | Hitomi Sakamoto Giappone | Marija Stadnyk Azerbaigian      | Zhao Shasha Cina                |
| 48 kg  | Hitomi Sakamoto Giappone | Marija Stadnyk Azerbaigian      | Zhuldyz Eshimova Kazakistan     |
| 51 kg  | Zamira Rakhmanova Russia | Davaasukh Otgontsetseg Mongolia | Patimat Bagomedova Azerbaigian  |
| 51 kg  | Zamira Rakhmanova Russia | Davaasukh Otgontsetseg Mongolia | Jessica MacDonald Canada        |
| 55 kg  | Saori Yoshida Giappone   | Tonya Verbeek Canada            | Tetyana Lazareva Ucraina        |
| 55 kg  | Saori Yoshida Giappone   | Tonya Verbeek Canada            | Ida-Theres Nerell Svezia        |
| 59 kg  | Hanna Vasylenko Ucraina  | Sofia Mattsson Svezia           | Takako Saito Giappone           |
| 59 kg  | Hanna Vasylenko Ucraina  | Sofia Mattsson Svezia           | Sona Ahmadli Azerbaigian        |
| 63 kg  | Kaori Ichō Giappone      | Marianna Sastin Ungheria        | Ochirbatyn Nasanburmaa Mongolia |
| 63 kg  | Kaori Ichō Giappone      | Marianna Sastin Ungheria        | Jing Ruixue Cina                |
| 67 kg  | Shelok Dolma Cina        | Banzragchyn Oyunsuren Mongolia  | Yoshiko Inoue Giappone          |
| 67 kg  | Shelok Dolma Cina        | Banzragchyn Oyunsuren Mongolia  | Adeline Gray Stati Uniti        |
| 72 kg  | Stanka Zlateva Bulgaria  | Ekaterina Bukina Russia         | Ali Bernard Stati Uniti         |
| 72 kg  | Stanka Zlateva Bulgaria  | Ekaterina Bukina Russia         | Vasilisa Marzaliuk Bielorussia  |

## Medagliere
| Pos.   | Paese         | Oro | Argento | Bronzo | Totale |
| ------ | ------------- | --- | ------- | ------ | ------ |
| 1      | Russia        | 4   | 2       | 4      | 10     |
| 2      | Iran          | 4   | 1       | 2      | 7      |
| 3      | Giappone      | 3   | 1       | 3      | 7      |
| 4      | Azerbaigian   | 2   | 1       | 5      | 8      |
| 5      | Bielorussia   | 2   | 1       | 2      | 5      |
| 6      | Bulgaria      | 2   | 1       | 1      | 4      |
| 7      | Turchia       | 1   | 2       | 2      | 5      |
| 8      | Ucraina       | 1   | 1       | 1      | 3      |
| 9      | Cina          | 1   | 0       | 3      | 4      |
| 9      | Stati Uniti   | 1   | 0       | 3      | 4      |
| 11     | Mongolia      | 0   | 2       | 1      | 3      |
| 11     | Svezia        | 0   | 2       | 1      | 3      |
| 13     | Kazakistan    | 0   | 1       | 4      | 5      |
| 14     | Georgia       | 0   | 1       | 3      | 4      |
| 15     | Cuba          | 0   | 1       | 2      | 3      |
| 16     | Canada        | 0   | 1       | 1      | 2      |
| 17     | Ungheria      | 0   | 1       | 0      | 1      |
| 17     | Polonia       | 0   | 1       | 0      | 1      |
| 17     | Porto Rico    | 0   | 1       | 0      | 1      |
| 20     | Armenia       | 0   | 0       | 1      | 1      |
| 20     | Croazia       | 0   | 0       | 1      | 1      |
| 20     | Finlandia     | 0   | 0       | 1      | 1      |
| 20     | Corea del Sud | 0   | 0       | 1      | 1      |
| Totale | Totale        | 21  | 21      | 42     | 84     |